# Американська перепелиця
Американська перепелиця (Colinus) — рід куроподібних птахів родини токрових (Odontophoridae). Містить 4 види.

## Поширення
Представники роду поширені в Північній і Центральній Америці, а також на півночі Південної Америки.

## Види
- Перепелиця віргінська (Colinus virginianus)
- Перепелиця білоброва (Colinus nigrogularis)
- Перепелиця білогорла (Colinus leucopogon)
- Перепелиця чубата (Colinus cristatus)

Викопні види
- †Colinus eatoni
- †Colinus suilium Brodkorb 1959
- †Colinus hibbardi Wetmore 1944